# Lista de shopping centers da região Norte do Brasil
Listagem de shopping centers da região Norte do Brasil em ordem decrescente de área bruta locável (ABL).

## Listagem

### Shoppingsem funcionamento

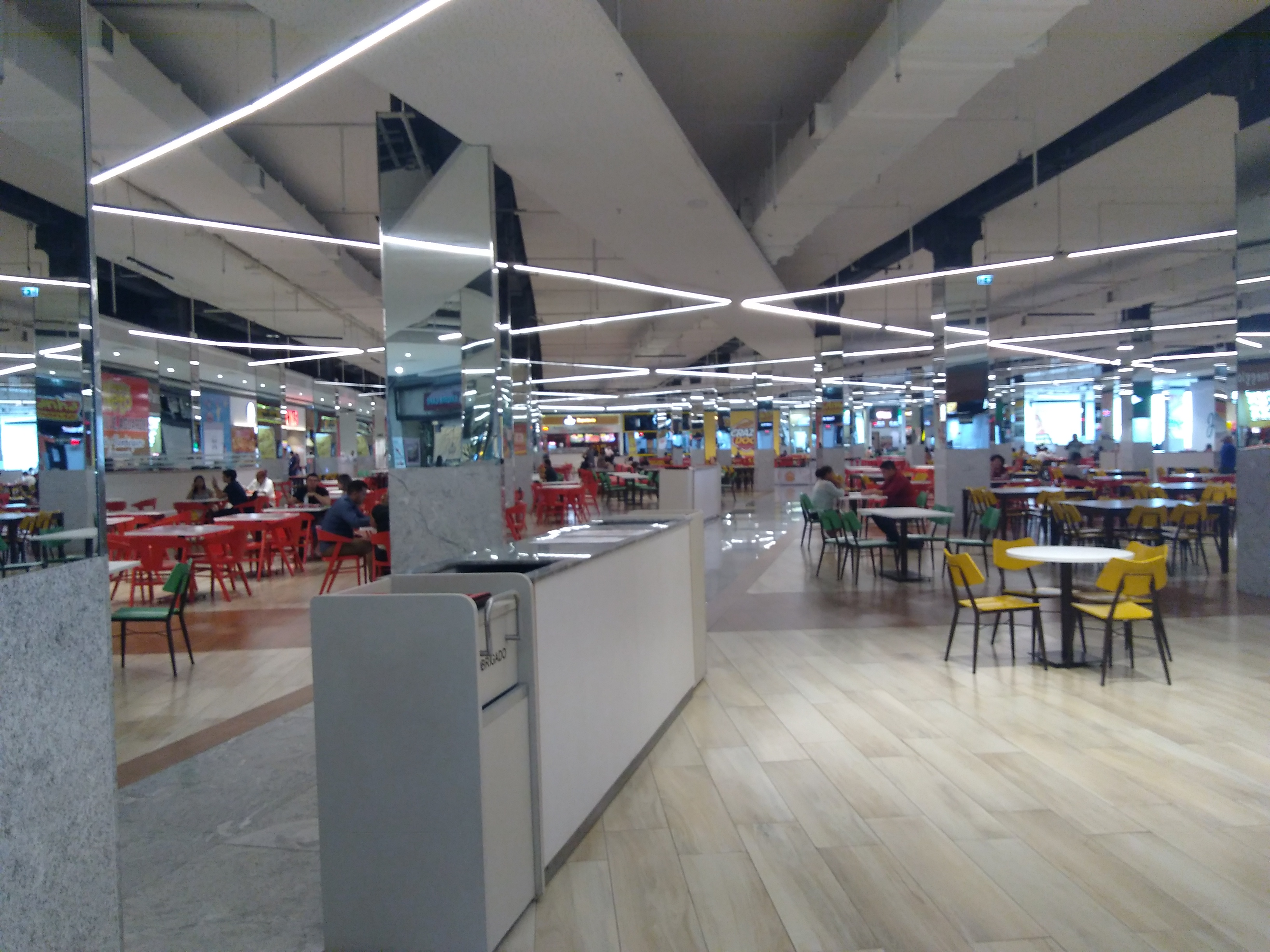
Shopping Metrópole Ananindeua, o segundo maior shopping center da região Norte.

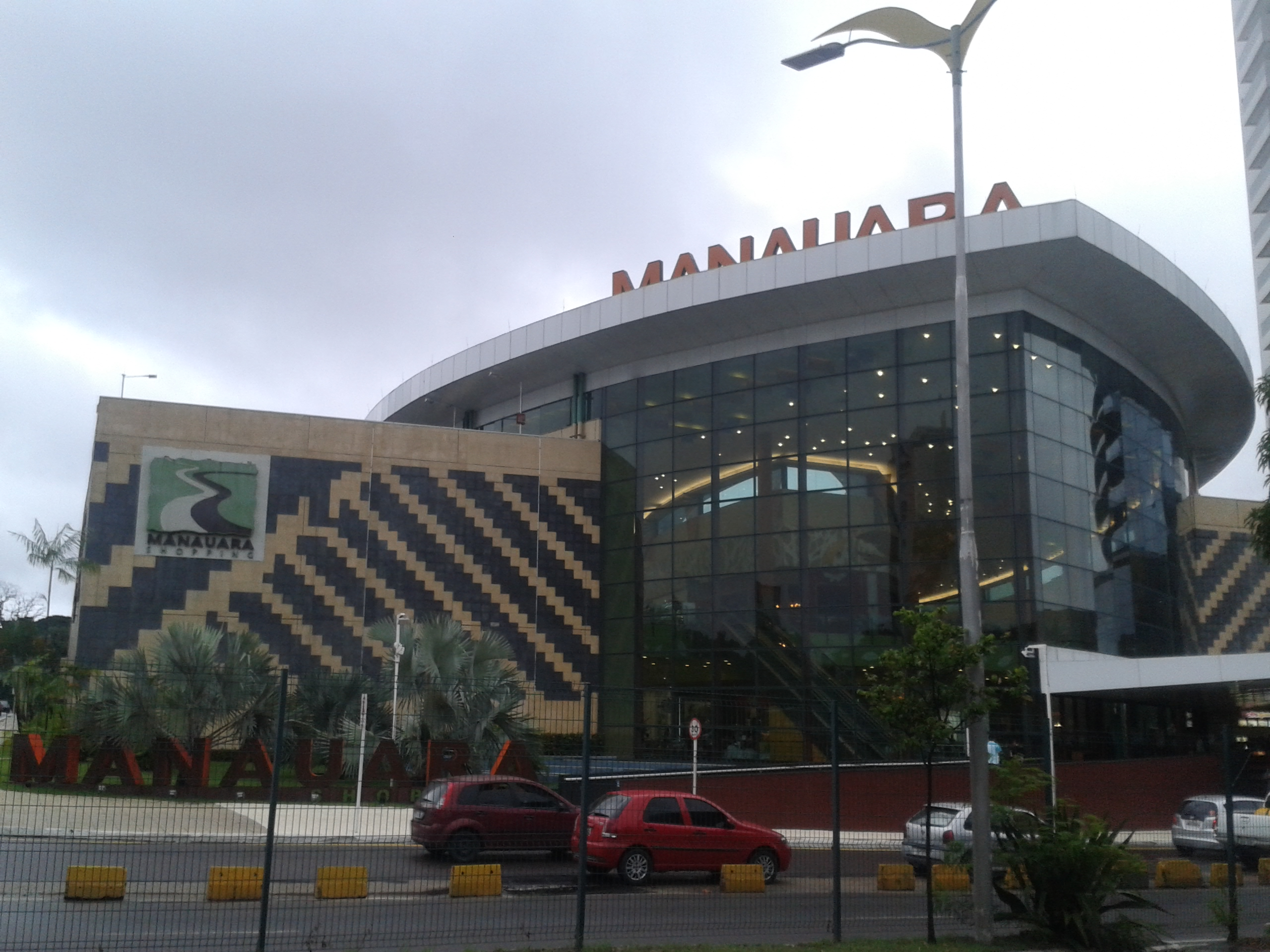
Fachada principal do Manauara Shopping, o quinto maior shopping center da região Norte.

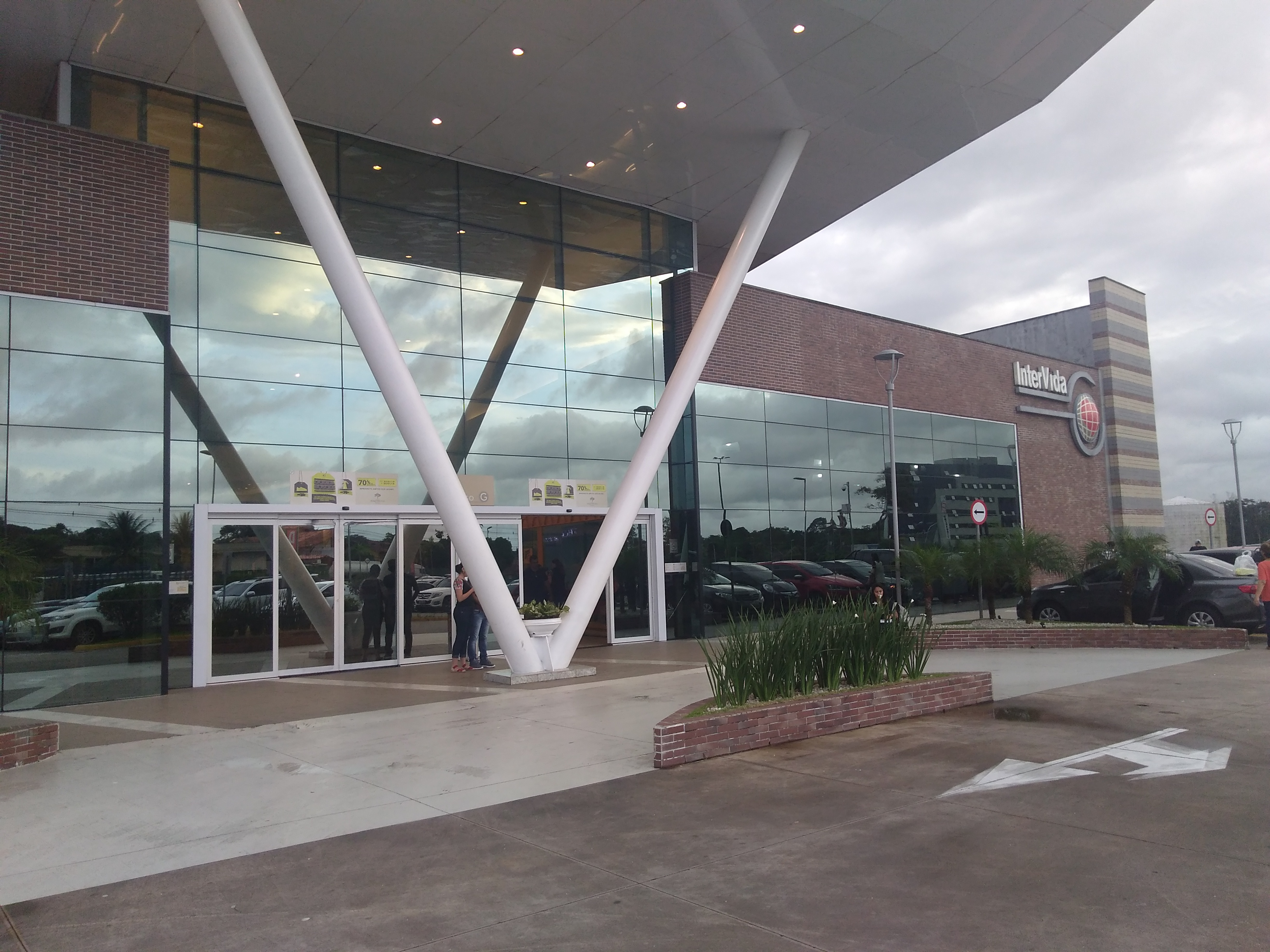
Shopping Bosque Grã-Pará, o sexto maior shopping center da região Norte.

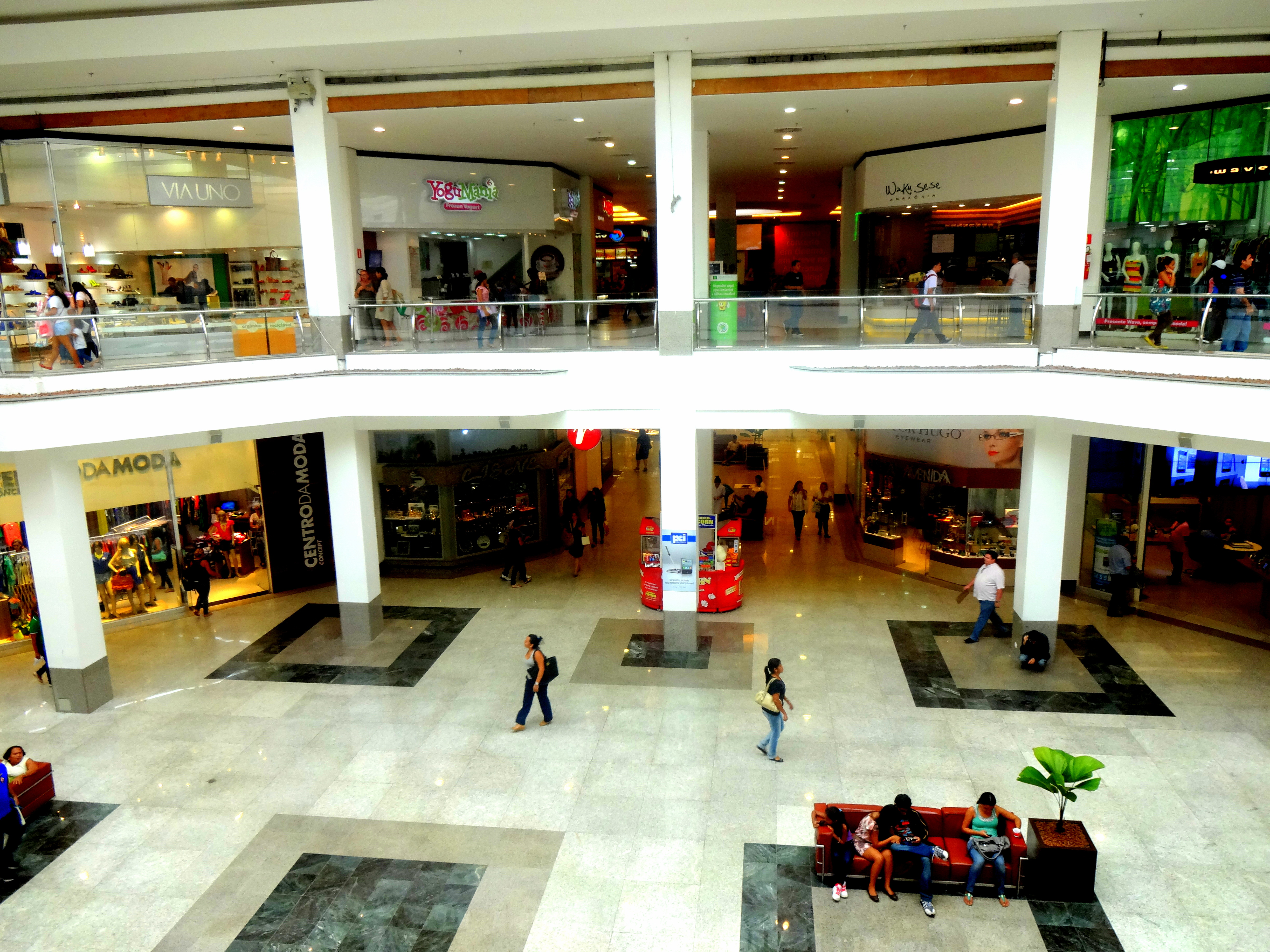
Interior do Amazonas Shopping, o décimo primeiro maior shopping center da região Norte.

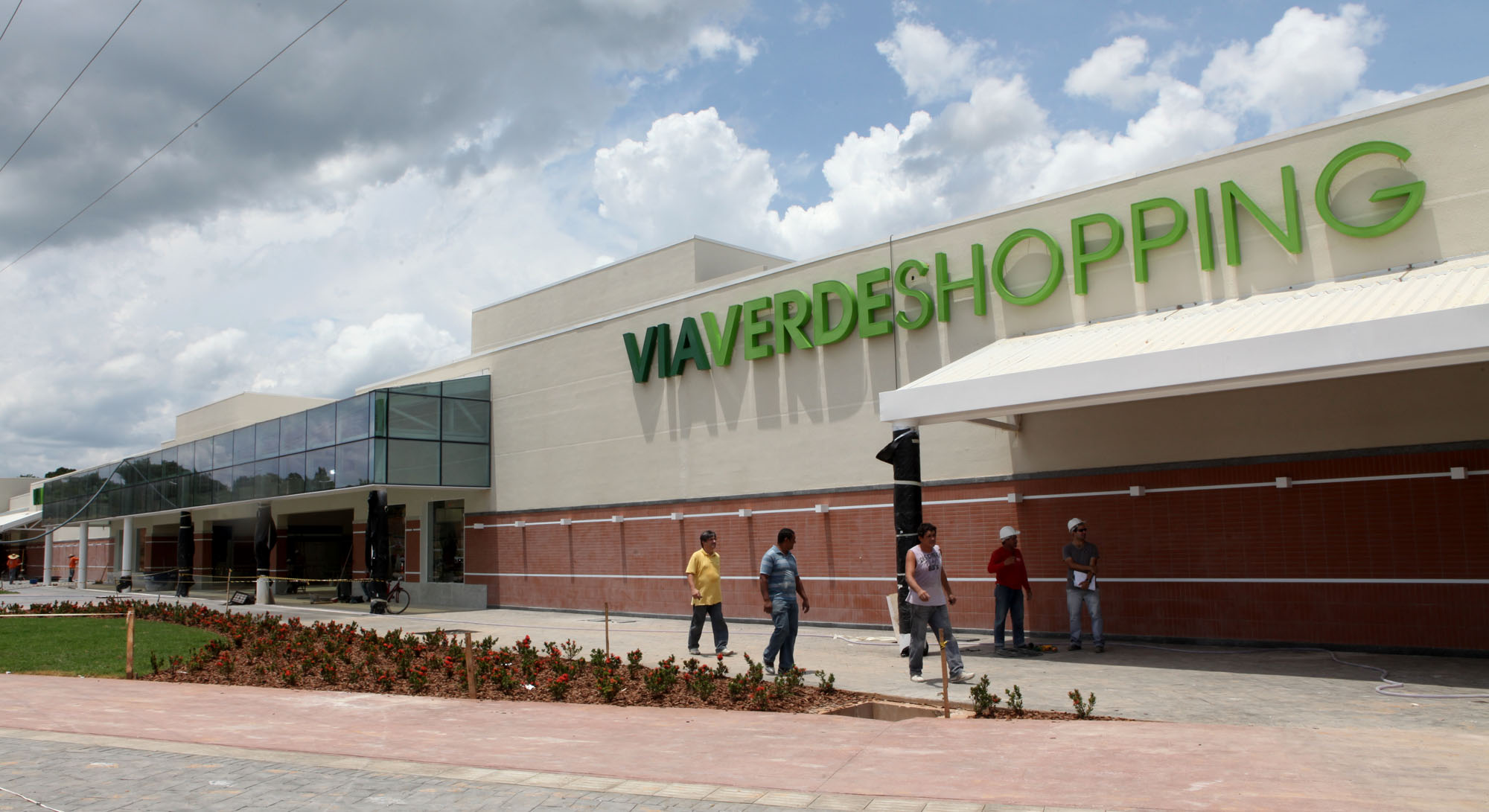
O Via Verde Shopping é o 17º maior shopping center da região Norte.

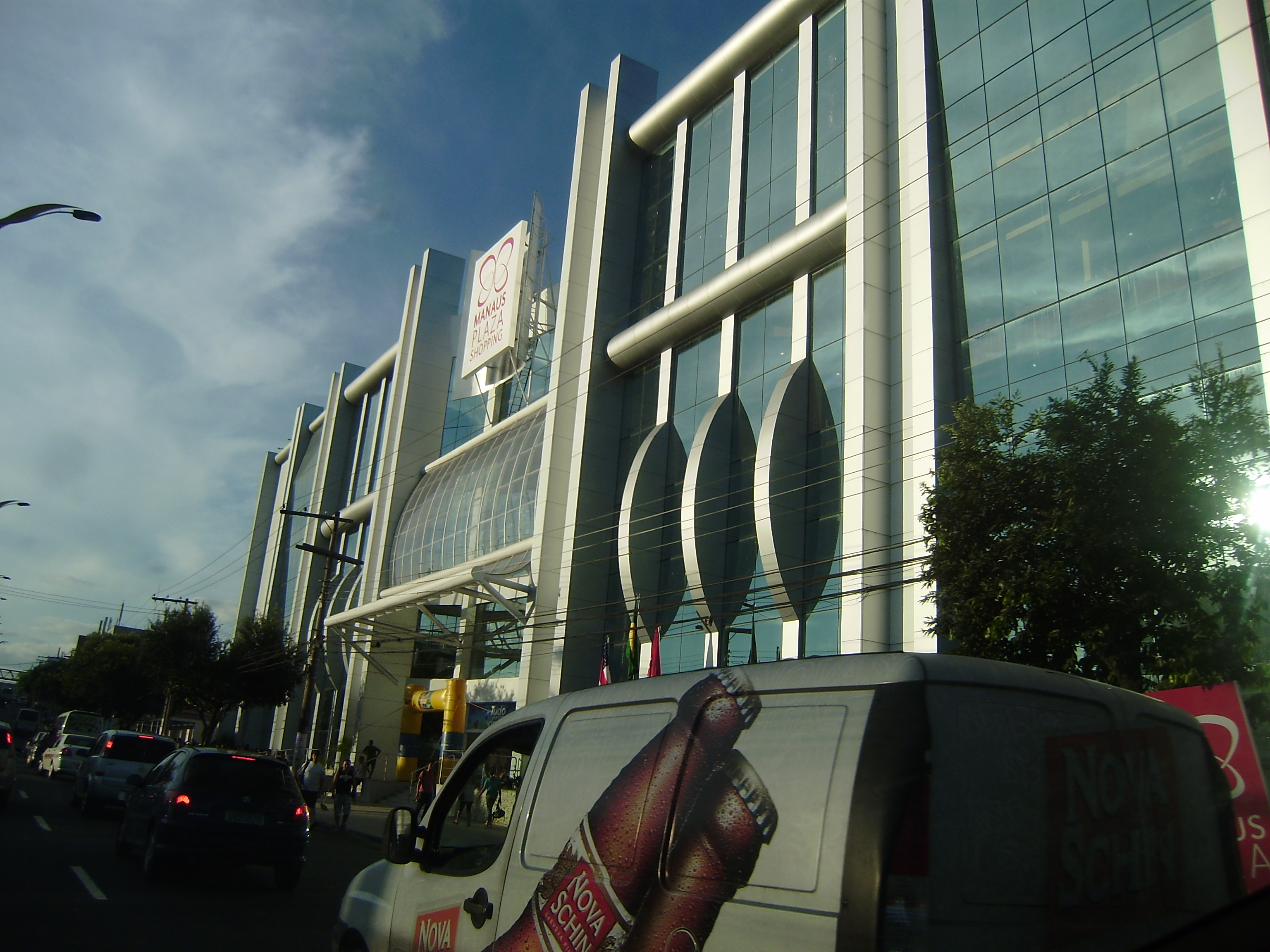
Manaus Plaza Shopping, o 20º maior shopping center da região Norte.

| #  | ABL            | Shopping                      | Cidade          | UF | Ano  | Ref.   |
| -- | -------------- | ----------------------------- | --------------- | -- | ---- | ------ |
| 1  | 60.931 m²      | Shopping Manaus Via Norte     | Manaus          | AM | 2014 | [ 2 ]  |
| 2  | 51.000 m²      | Shopping Metrópole Ananindeua | Ananindeua      | PA | 2017 | [ 3 ]  |
| 3  | 50.535 m²      | Sumaúma Park Shopping         | Manaus          | AM | 2014 | [ 4 ]  |
| 4  | 49.417 m²      | Castanheira Shopping          | Belém           | PA | 1993 | [ 5 ]  |
| 5  | 47.145 m²      | Manauara Shopping             | Manaus          | AM | 2009 | [ 6 ]  |
| 6  | 45.833 m²      | Shopping Bosque Grão-Pará     | Belém           | PA | 2015 | [ 7 ]  |
| 7  | 45.000 m²      | Porto Velho Shopping          | Porto Velho     | RO | 2008 | [ 8 ]  |
| 8  | 39.502 m²      | Partage Shopping Marabá       | Marabá          | PA | 2013 | [ 9 ]  |
| 9  | 39.209 m²      | Boulevard Shopping Belém      | Belém           | PA | 2009 | [ 10 ] |
| 10 | 39.180 m²      | Capim Dourado Shopping        | Palmas          | TO | 2012 | [ 11 ] |
| 11 | 38.507 m²      | Amazonas Shopping             | Manaus          | AM | 1991 | [ 12 ] |
| 12 | 36.040 m²      | Shopping Ponta Negra          | Manaus          | AM | 2013 | [ 13 ] |
| 13 | 35.000 m²      | Shopping Cidade Leste         | Manaus          | AM | 2013 | [ 14 ] |
| 14 | 34.080 m²      | Parque Shopping Belém         | Belém           | PA | 2012 | [ 15 ] |
| 15 | 33.350 m²      | Pátio Roraima Shopping        | Boa Vista       | RR | 2014 | [ 16 ] |
| 16 | 30.787 m²      | Amapá Garden Shopping         | Macapá          | AP | 2013 | [ 17 ] |
| 17 | 28.576 m²      | Via Verde Shopping            | Rio Branco      | AC | 2011 | [ 18 ] |
| 18 | 26.600 m²      | Lago Center Shopping          | Araguaína       | TO | 2024 |        |
| 19 | 25.000 m²      | Rio Tapajós Shopping          | Santarém        | PA | 2014 | [ 19 ] |
| 20 | 22.869 m²      | Manaus Plaza Shopping         | Manaus          | AM | 2009 | [ 20 ] |
| 21 | 21.727 m²      | Shopping Pátio Belém          | Belém           | PA | 1993 | [ 21 ] |
| 22 | 21.000 m²      | Shopping Grande Circular      | Manaus          | AM | 2017 | [ 22 ] |
| 23 | 20.870 m²      | Partage Shopping Parauapebas  | Parauapebas     | PA | 2014 | [ 23 ] |
| 24 | 19.650 m²      | Macapá Shopping               | Macapá          | AP | 1997 | [ 24 ] |
| 26 | 16.921 m²      | Serra Dourada Shopping        | Altamira        | PA | 2018 | [ 25 ] |
| 27 | 15.000 m²      | Studio 5 Shopping             | Manaus          | AM | 2001 |        |
| 28 | 14.500 m²      | IT Center                     | Belém           | PA | 2006 |        |
| 29 | 14.000 m²      | Shopping São José             | Manaus          | AM | 1995 | [ 26 ] |
| 30 | 13.839 m²      | Millenium Shopping Mall       | Manaus          | AM | 2004 | [ 27 ] |
| 31 | 10.900 m²      | Tucuruí Shopping Center       | Tucuruí         | PA | 2005 |        |
| 32 | 10.633 m²      | Shopping Araguaia Gurupi      | Gurupi          | TO | 2022 | [ 28 ] |
| 33 | 10.000 m²      | Karajás Shopping              | Parauapebas     | PA | 2015 | [ 29 ] |
| 34 | 8.900 m²       | Palmas Shopping               | Palmas          | TO | 1996 | [ 30 ] |
| 35 | 7.000 m²       | IG Shopping Ariquemes         | Ariquemes       | RO | 2014 |        |
| 36 | 6.167 m²       | Roraima Garden Shopping       | Boa Vista       | RR | 2014 | [ 31 ] |
| 37 | Não disponível | Copacabana Shopping           | Cruzeiro do Sul | AC | 2018 | [ 32 ] |
| 38 | Não disponível | Park Shopping Vilhena         | Vilhena         | RO | 2015 |        |

### Shoppings em construção
| # | ABL       | Shopping                    | Cidade      | UF | Inauguração  | Ref.   |
| - | --------- | --------------------------- | ----------- | -- | ------------ | ------ |
| 1 | 23.010 m² | Shopping Modelo             | Castanhal   | PA | sem previsão | [ 33 ] |
| 2 | 20.500 m² | Shopping Jardins de Vilhena | Vilhena     | RO | 2025         | [ 34 ] |
| 3 | 18.000 m² | Shopping Paricá             | Paragominas | PA | sem previsão |        |
| 4 | 15.000 m² | Buriti Shopping             | Palmas      | TO | sem previsão | [ 35 ] |